# Ужас из дубине
Ужас из дубине (енгл. The Descent) је британски хорор филм из 2005. године сценаристе и редитеља Нила Маршала.
Британска премијера филма била је је 8. јула 2005. године. У САД филм је премијерно приказан 4. августа 2006. године.

## Улоге
| Глумац         | Улога  |
| -------------- | ------ |
| Шона Макдоналд | Сара   |
| Натали Мендоза | Џуно   |
| Алекс Рид      | Бет    |
| Ана Беринг     | Сем    |
| Саскија Малдер | Ребека |
| Нора Џејн Нун  | Холи   |